# Віктор Андерссон
Габріель Віктор Давид Гонсалвеш Андерссон (швед. Gabriel Victor David Gonçalves Andersson, нар. 22 жовтня 2004, Стокгольм, Швеція) — шведський футболіст гватемальського походження, півзахисник клубу АІК.

## Ігрова кар'єра

### Клубна
Віктор Андерссон народився у Стокгольмі. Пройшов через молодіжні команди кількох столичних клубів. У 2021 році він приєднався до академії АІКа. 4 вересня 2022 року футболіст дебютував у першій команді, коли вийшов на заміну в другому таймі у матчі чемпіонату Швеції. В тому ж році Андерссон брав участь у Юнацькій лізі УЄФА.
В жовтні 2022 року Андерссон підписав з клубом перший професійний контракт, який розрахований на п'ять років.

### Збірна
Віктор Андерссон має гватемальське коріння по лінії матері. Та у 2024 році він почав свої виступи у складі молодіжної збірної Швеції.